# Lužice (district de Hodonín)
Pour les articles homonymes, voir Lužice.
Lužice (en allemand : Luschitz) est une commune du district de Hodonín, dans la région de Moravie-du-Sud, en Tchéquie. Sa population s'élevait à 2 957 habitants en 2020.

## Géographie
Lužice se trouve à 5 km à l'est-sud-ouest du centre de Hodonín et fait partie de son agglomération, à 52 km au sud-est de Brno et à 173 km au sud-est de Prague.
La commune est limitée par Dolní Bojanovice au nord-est, par Hodonín au nord-est, à l'est et au sud-est, et par Mikulčice au sud-ouest.

## Histoire
La première mention écrite de la localité date de 1324. Du 1er juillet 1985 au 31 décembre 1991, la commune a fait partie de la ville de Hodonín.